# Palau dels Arquebisbes de Narbona
El palau dels Arquebisbes de Narbona és un conjunt monumental format pel palau Vell, les torres de la Magdalena i Sant Marçal, el palau Nou i la catedral de Sant Just i Sant Pastor. Formen un complex arquitectònic excepcional, amb mostres d'arquitectura carolíngia, romànica, gòtica i renaixentista.
Vistos des de la plaça de l'ajuntament (place de l'Hotel de la Ville), de dreta a esquerra se situen: 
- La catedral.
- El palau Vell (d'època romànica).
- La torre de Sant Marçal, del segle xiv. L'entrada de la torre té una àncora que simbolitza els drets feudals de l'arquebisbe sobre la navegació al litoral.
- La torre de la Magdalena, lligada per un arc amb la de Sant Marçal.
- El palau Nou, d'època gòtica, que queda darrere de l'Ajuntament.
- La Casa de la Vila o Ajuntament, construït entre 1846 i 1852 per Eugène Viollet-le-Duc, en estil trobadoresc.
- La torre de Gil Aicelin, anomenada així pel bisbe que la va construir amb la intenció d'afirmar el poder episcopal davant dels vescomtes de Narbona, instal·lats a l'altre costat de la plaça. La torre té una alçada de 40 metres i fou edificada entre 1290 i 1311 sobre les restes de la muralla romana.[1]

Dins el conjunt hi ha instal·lat el Museu Arqueològic de Narbona (al palau Vell) i el Museu d'Art i Història de Narbona (al palau Nou). El conjunt va esdevenir Bé nacional amb la Revolució i va ser comprat per la vila als arquebisbes el 1840.